# Tuvalu aux Jeux olympiques d'été de 2024
Les Tuvalu participent aux Jeux olympiques de 2024 à Paris en France. Il s'agit de leur 5e participation à des Jeux d'été.
Les athlètes Karalo Hepoiteloto Maibuca et Temalini Manatoa sont les porte-drapeaux de la délégation des Tuvalu.

## Résultats

### Athlétisme
Les Tuvalu bénéficient de deux places attribuées au nom de l'universalité des Jeux. Karalo Hepoiteloto Maibuca disputera le 100 mètres masculin tandis que Temalini Manatoa dispute le 100 mètres féminin.
| Athlètes                   | Épreuve | Tour préliminaire | Tour préliminaire | Premier tour | Premier tour | Demi-finales | Demi-finales | Finale  | Finale  |
| Athlètes                   | Épreuve | Temps             | Rang              | Temps        | Rang         | Temps        | Rang         | Temps   | Rang    |
| -------------------------- | ------- | ----------------- | ----------------- | ------------ | ------------ | ------------ | ------------ | ------- | ------- |
| Karalo Hepoiteloto Maibuca | 100 m   | 11 S 30 (NR)      | 7e                | Eliminé      | Eliminé      | Eliminé      | Eliminé      | Eliminé | Eliminé |

| Athlètes         | Épreuve | Tour préliminaire | Tour préliminaire | Premier tour | Premier tour | Demi-finales | Demi-finales | Finale   | Finale   |
| Athlètes         | Épreuve | Temps             | Rang              | Temps        | Rang         | Temps        | Rang         | Temps    | Rang     |
| ---------------- | ------- | ----------------- | ----------------- | ------------ | ------------ | ------------ | ------------ | -------- | -------- |
| Temalini Manatoa | 100 m   | 14 s 04           | 8e                | Éliminée     | Éliminée     | Éliminée     | Éliminée     | Éliminée | Éliminée |